# Stockheim (Kronach)
Stockheim è un comune tedesco di 5 203 abitanti, situato nel land della Baviera.
Nella frazione di Burggrub aveva sede a inizio Novecento una delle due fabbriche della Schoenau & Hoffmeister, uno dei principali produttori di bambole tedesco.